# Goundaye Maporé
Goundaye Maporé (ou Goundey Mapore) est une localité du Cameroun située dans le département du Mayo-Kani et la Région de l'Extrême-Nord, à proximité de la frontière avec le Tchad. Elle fait partie de l'arrondissement de Taibong.

## Population
En 1969, la localité comptait 137 habitants, principalement Toupouri et Foulbé. Lors du recensement de 2005, 1 802 personnes y ont été dénombrées.